# (3202) Graff
(3202) Graff est un astéroïde de la ceinture principale extérieure et plus spécifiquement du groupe de Hilda.

## Description
(3202) Graff est un astéroïde du groupe de Hilda. Il présente une orbite caractérisée par un demi-grand axe de 3,94 UA, une excentricité de 0,12 et une inclinaison de 11,1° par rapport à l'écliptique.
Il est nommé d'après l'astronome anglo-américain Gareth V. Williams.

## Compléments